# Mike Jorgensen
Pour les articles homonymes, voir Jorgensen.
Michael Jorgensen (né le 16 août 1948 à Passaic dans le New Jersey) est un joueur de baseball ayant évolué aux postes de premier but et de champ extérieur. Sa carrière de 17 saisons dans le baseball majeur s'est poursuivie principalement avec les Mets de New York et les Expos de Montréal, avec de brefs séjours avec les Athletics d'Oakland, les Rangers du Texas, les Braves d'Atlanta et les Cardinals de Saint-Louis. Il a gagné le gant doré de premier but de la Ligue nationale avec les Expos en 1973, le tout premier gant doré de l'histoire de l'équipe montréalaise, et il a pris part à la Série mondiale avec les Cardinals en 1985.

## Carrière professionnelle
Mike Jorgensen a été choisi par les Mets de New York en quatrième ronde du repêchage amateur de 1966. Il a fait ses débuts avec les Mets à l'âge de 20 ans le 10 septembre 1968. Il n'a joué que 8 matchs au cours de cette saison-là, et il a passé toute la saison suivante dans le baseball mineur avant d'être de retour dans l'uniforme des Mets. Après deux saisons au cours desquelles il n'a été utilisé que dans 121 rencontres, il a été échangé en avril 1972 aux Expos de Montréal avec Tim Foli et Ken Singleton, en retour du voltigeur Rusty Staub.
Avec l'équipe montréalaise, Jorgenson a connu la meilleure production offensive de sa carrière en 1974, terminant avec une moyenne au bâton de .310 et 59 points produits. C'est aussi avec les Expos qu'il a remporté en 1973 le gant doré de premier but. En 1977, après 19 matchs avec les Expos, il est passé aux Athletics d'Oakland en retour du lanceur Stan Bahnsen. À la fin de la saison, après avoir obtenu le statut de joueur autonome, il s'est joint aux Rangers du Texas pendant deux saisons avant d'être de retour avec les Mets pour les trois saisons suivantes. Jorgensen a complèté sa carrière avec les Braves d'Atlanta et les Cardinals de Saint-Louis. 

## Statistiques offensives[2]

### Saisons régulières
| Saisons         | Équipes                  | G    | AB   | H   | 2B  | 3B | HR | P   | RBI | BA   |
| --------------- | ------------------------ | ---- | ---- | --- | --- | -- | -- | --- | --- | ---- |
| 1968, 1970-1971 | Mets de New York         | 129  | 219  | 45  | 5   | 2  | 8  | 31  | 15  | .205 |
| 1972-1977       | Expos de Montréal        | 670  | 1880 | 477 | 76  | 6  | 57 | 239 | 243 | .254 |
| 1977            | Athletics d'Oakland      | 66   | 203  | 50  | 4   | 1  | 8  | 18  | 32  | .246 |
| 1978-1979       | Rangers du Texas         | 186  | 254  | 54  | 10  | 0  | 7  | 41  | 25  | .212 |
| 1980-1983       | Mets de New York         | 363  | 581  | 142 | 25  | 2  | 13 | 72  | 75  | .244 |
| 1983-1984       | Braves d'Atlanta         | 88   | 74   | 19  | 2   | 0  | 1  | 9   | 13  | .257 |
| 1984-1985       | Cardinals de Saint-Louis | 131  | 210  | 46  | 10  | 2  | 1  | 19  | 23  | .219 |
| TOTAUX          |                          | 1633 | 3421 | 833 | 132 | 13 | 95 | 429 | 426 | .243 |

### Série mondiale
| Saison | Équipe                   | G | AB | H | 2B | 3B | HR | P | RBI | BA   |
| ------ | ------------------------ | - | -- | - | -- | -- | -- | - | --- | ---- |
| 1985   | Cardinals de Saint-Louis | 2 | 3  | 0 | 0  | 0  | 0  | 0 | 0   | .000 |

## Avec l'organisation des Cardinals
En 1995, à la suite du congédiement de Joe Torre par les Cardinals, Jorgensen a été le gérant de l'équipe par intérim jusqu'au moment de l'embauche de Tony La Russa au début de la saison suivante. Il est demeuré dans l'organisation des Cardinals à titre d'instructeur des frappeurs des clubs-écoles et comme assistant sénior du directeur général.

## L'incident de 1979
Au cours d'un match disputé le 28 mai 1979, Jorgensen, alors porte-couleurs des Rangers du Texas, a été atteint à la tête par un lancer d'Andy Hassler des Red Sox de Boston qui l'a contraint à l'inactivité pendant plusieurs semaines. Alors qu'il se plaignait de maux de têtes récurrents, on a découvert qu'un caillot sanguin logé au cerveau aurait pu lui coûter la vie.  